# Daejeon

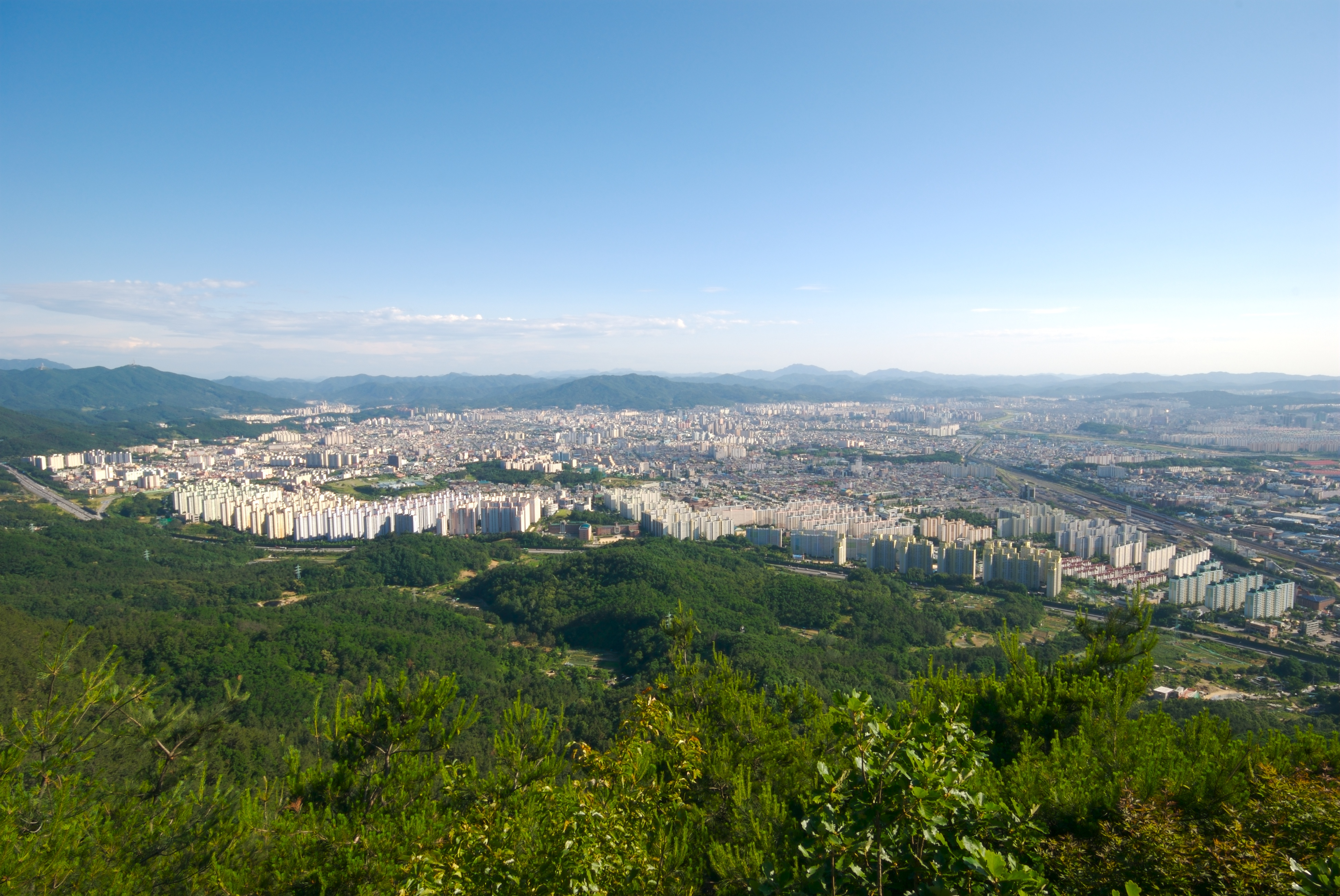
Vedere din partea de sud a oraşului

Daejeon este un oraș metropolitan în centrul Coreei de Sud. Este al cincilea mare oraș din Coreea de Sud cu o populație de 1.442.856 de locuitori la sfârșitul anului 2005. Coordonatele sale geografice sunt 36°21′N 127°23′E / 36.350°N 127.383°E.